# ベイチェスター・アベニュー駅
ベイチェスター・アベニュー駅（Baychester Avenue）はニューヨーク市地下鉄IRTダイアー・アベニュー線の駅である。ブロンクス区イーストチェスターとベイチェスターに跨がるベイチェスター・アベニューとティロットソン・アベニューの交差点に位置し、5系統が終日停車する。

## 駅構造
| P ホーム階 | 相対式ホーム、右側扉が開く | 相対式ホーム、右側扉が開く |
| P ホーム階 | 北行緩行線                 | ← イーストチェスター-ダイアー・アベニュー駅行き（終点） |
| P ホーム階 | 北行急行線                 | ← 路盤のみ |
| P ホーム階 | 南行急行線                 | → 定期列車設定なし |
| P ホーム階 | 南行緩行線                 | → 平日：フラットブッシュ・アベニュー-ブルックリン・カレッジ駅行き（ガン・ヒル・ロード駅）→ 平日夜間・週末：ボウリング・グリーン駅行き（ガン・ヒル・ロード駅）→ 深夜：東180丁目駅行き（ガン・ヒル・ロード駅）→ |
| P ホーム階 | 相対式ホーム、右側扉が開く | |
| M          | 改札階                     | 改札口、駅員詰所、メトロカード自動券売機 |
| G          | 地上階                     | 出入口 |

当駅は1912年5月29日にニューヨーク・ウェストチェスター・アンド・ボストン鉄道（以下NYW&B）の途中駅として開業した。その後1937年12月12日にNYW&Bが倒産した際に路線と共に廃止された。しかし、1940年にニューヨーク市がブロンクスとウェストチェスターの境界より南側の線路を購入、1941年5月15日にイーストチェスター-ダイアー・アベニュー駅 - 東180丁目駅間でIRTの車両を使用しシャトル運行が開始された。1957年には東180丁目駅北でIRTホワイト・プレーンズ・ロード線と接続し、同年5月6日より直通運転が開始された。
駅は相対式2面と緩行線2線・急行線1線を有した2面3線の駅で、急行線と北行緩行線の間には旧北行急行線の路盤が残されている。

### 出口
駅舎は駅の北端にあり、ホーム階の下に改札口がある。改札口には回転式改札機ときっぷ売り場がある。出口はベイチェスター・アベニューとティロットソン・アベニューの交差点の南東に1つだけある。